# Babel (Stravinskij)
Babel è una cantata per voce recitante, coro maschile e orchestra composta da Igor' Fëdorovič Stravinskij nel 1944 e fa parte del periodo neoclassico dell'autore.

## Storia
Nel 1944 il compositore e mecenate Nathaniel Shilkret diede l'incarico a Stravinskij di scrivere un brano ispirato al capitolo 11 della Genesi, versetti 1-9, la Torre di Babele. L'opera faceva parte di un lavoro collettivo di più ampie dimensioni commissionato ad alcuni dei più noti musicisti del tempo residenti negli Stati Uniti ed era basato sui testi della Genesi. Al lavoro presero parte Arnold Schönberg per il Prologo, lo stesso Shilkret la Creazione, Alexandre Tansman la Caduta dell'uomo, Darius Milhaud Caino e Abele, Mario Castelnuovo-Tedesco il Diluvio, Ernst Toch Il messaggio e infine Stravinskij la Torre di Babele. Anche Béla Bartók, Paul Hindemith e Sergej Prokof'ev avrebbero dovuto partecipare alla realizzazione, ma il progetto non andò in porto. Stravinskij scrisse il brano a Hollywood e lo terminò il 12 aprile di quell'anno. La prima esecuzione dell'intero ciclo, denominato Genesis Suite, avvenne a Los Angeles il 18 novembre 1945 al Wilshire Ebell Theatre con la Werner Janssen Symphony Orchestra diretta dallo stesso Werner Janssen. Il lavoro ricevette solo una tiepida accoglienza e fu ben presto dimenticato; anche il singolo brano di Stravinskij è ancora oggi poco conosciuto. Solo nel 2004 la Casa discografica Naxos Records realizzò un CD della Genesis Suite inserendolo in una collana per l'Archivio Milken che raccoglie partiture di musica ebraica, facendo così riscoprire l'opera.

## Analisi
Babel fu la prima composizione di Stravinskij scritta su un testo in lingua inglese. Il brano dura meno di sette minuti ed è costituito da una introduzione severa e contenuta a cui fa seguito una parte in forma di fuga; il brano centrale è affidato al coro mentre il finale è ripreso da tutta l'orchestra in tempo più mosso. Stravinskij volle che la narrazione della costruzione della torre e della sua distruzione fosse espressa dalla voce del narratore, mentre la parola di Dio venne affidata al coro evitando, in tal modo, di caratterizzare la voce divina con una singola voce umana.

## Organico
Voce recitante, coro maschile; orchestra composta da: tre flauti (3º anche flauto piccolo), due oboi, due clarinetti in Si, clarinetto basso, due fagotti, controfagotto, quattro corni in Fa, tre trombe in Do, tre tromboni, timpani, arpa, pianoforte, archi.